# Heartthrob
Heartthrob är det sjunde studioalbumet av den kanadensiska popduon Tegan and Sara, utgivet den 29 januari 2013 på Vapor Records. Albumet, som huvudsakligen producerades av Greg Kurstin, skiljer sig från gruppens tidigare material i ett sound som domineras av synthesizers och programmerade trummor. Heartthrob gick in på tredje plats på Billboard 200 och såldes i 49 000 exemplar under dess första vecka. Det sålde guld i Kanada. "Closer" släpptes som skivans första singel den 25 september 2012.
Vid 2014 års Juno Awards vann Tegan and Sara pris för årets grupp, årets popalbum (Heartthrob) och årets singel ("Closer").

## Bakgrund
I november 2011 tillkännagavs det att Tegan and Sara skrev material till deras sjunde album. Det synthbaserade albumet markerade gruppens största musikaliska förändring hittills enligt Sara; "Ingen kommer att förväxla det med någon av våra tidigare skivor [...] Det har ett större, fetare och gladare sound".

## Produktion

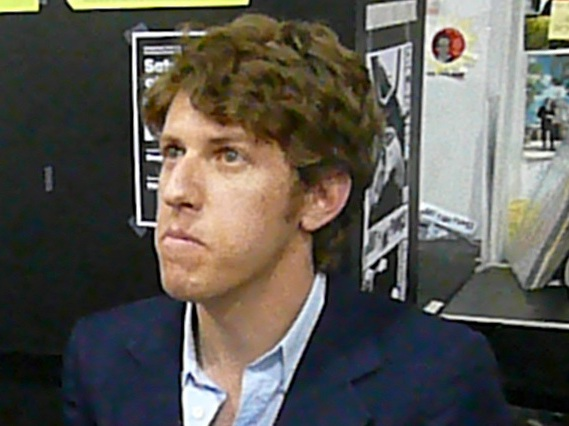
Greg Kurstin producerade merparten av låtarna på Heartthrob.

Heartthrob spelades in vid EastWest Studios i Hollywood samt vid Chez MJ, Sound Factory, Lightning Sound Studio och Echo Studio i Los Angeles. Huvudsaklig producent för albumet var Greg Kurstin, som tidigare arbetat med artister såsom Lily Allen, Kelly Clarkson och Dido. Därutöver producerade Justin Meldal-Johnsen låtarna "Drove Me Wild" och "How Come You Don't Want Me" medan Mike Elizondo ansvarade för de två bonuslåtarna som hamnade på skivans deluxeutgåva; "Guilty as Charged" och "I Run Empty". Skivomslaget skapades av den amerikanska formgivaren EE Storey, vilket hon har gjort konstant för Tegan and Saras album sedan 2004 års So Jealous.

## Lansering
Heartthrob släpptes genom Vapor Records och Warner Bros. Records den 29 januari 2013.

### Singlar
Den första singeln, "Closer", utgavs den 25 september 2012 och nådde plats 13 i Kanada och 90 i USA. Den toppade även Billboard-listan Hot Dance Club Songs och blev gruppens första singel att uppnå platinacertifiering i Kanada. Därefter släpptes "I'm Not Your Hero" som promosingel för streaming världen runt den 21 oktober 2012. I Storbritannien var låten tillgänglig för digital nedladdning som en del av gruppens samlings-EP In Your Head: An Introduction to Tegan and Sara, utgiven den 19 oktober 2012. Den nådde plats 58 i Kanada.
Uppföljarsingeln till "Closer" blev "I Was a Fool", utgiven den 24 april 2013. Den tog sig inte in på lika många topplistor som "Closer" men nådde plats 19 i Kanada och sålde också platina. Slutligen släpptes en till promosingel, "Goodbye, Goodbye", den 17 september 2013. Låten nådde plats 30 i Kanada och det gjordes en musikvideo till den i regi av Natalie Rae Robison.

## Mottagande
Tim Sendra på Allmusic betygsatte albumet 4/5 och menade att gruppen nu hade tagit ett par trevande steg in i mainstreampopen. "Man skulle behöva gå långt för att hitta en popskiva som är så enkel att svälja men som ändå har ett sådant djup". Nick Catucci på Rolling Stone skrev att "deras sjunde album är ett veritabelt guppande slott av yppig, modern indie-syntpop och urholkade radiorefränger, mindre kinkig och mer 'whee' än något de gjort".

## Låtlista
| Nr           | Titel                      | Kompositör                            | Producent(er)         | Längd |
| ------------ | -------------------------- | ------------------------------------- | --------------------- | ----- |
| 1.           | Closer                     | Tegan Quin, Sara Quin, Greg Kurstin   | Kurstin               | 3:29  |
| 2.           | Goodbye, Goodbye           | T. Quin, S. Quin                      | Kurstin               | 3:26  |
| 3.           | I Was a Fool               | T. Quin, S. Quin                      | Kurstin               | 3:24  |
| 4.           | I'm Not Your Hero          | T. Quin, S. Quin                      | Kurstin               | 3:51  |
| 5.           | Drove Me Wild              | T. Quin, S. Quin, Sultan, Ned Shepard | Justin Meldal-Johnsen | 3:49  |
| 6.           | How Come You Don't Want Me | T. Quin, S. Quin, Jack Antonoff       | Meldal-Johnsen        | 2:53  |
| 7.           | I Couldn't Be Your Friend  | T. Quin, S. Quin                      | Kurstin               | 4:19  |
| 8.           | Love They Say              | T. Quin, S. Quin                      | Rob Cavallo, Kurstin  | 3:35  |
| 9.           | Now I'm All Messed Up      | T. Quin, S. Quin                      | Kurstin               | 4:08  |
| 10.          | Shock to Your System       | T. Quin, S. Quin                      | Kurstin               | 3:36  |
| Total längd: | Total längd:               | Total längd:                          | Total längd:          | 36:36 |

| 11.          | Guilty as Charged | T. Quin, S. Quin, Mike Elizondo | Elizondo     | 4:05  |
| 12.          | I Run Empty       | T. Quin, S. Quin                | Elizondo     | 4:19  |
| Total längd: | Total längd:      | Total längd:                    | Total längd: | 45:00 |

## Medverkande
| - Tegan Quin – sång (alla spår), gitarr (5, 6), keyboard (5–7), akustisk gitarr (8) - Sara Quin – sång (alla spår), gitarr (5, 6), keyboard (2, 5, 6, 10), programmering (2, 8, 10) - Greg Kurstin – producent, keyboard, gitarr (1–4, 7–10), ljudmix (9), programmering (1–4, 7, 8, 10), bas (1–4, 7, 9), piano (3, 9) - Justin Meldal-Johnsen – producent, bas, gitarr, keyboard, programmering (5, 6) - Mike Elizondo – producent, keyboard, programmering (11, 12), akustisk gitarr (12) - Rob Cavallo – producent, ytterligare gitarr, ytterligare slagverk (8) - Manny Marroquin – ljudmix (1–8, 10, 11) - Damian Taylor – ljudmix (12) | - Joey Waronker – trummor (1–3, 7–10) - Victor Indrizzo – trummor (5, 6, 11, 12), slagverk (5, 6, 12) - Dorian Crozier – trummor, slagverk (8) - Chris Chaney – bas (8) - Tim Pierce – gitarr (8) - Yonathan Garfias – arrangemang (4, 5, 8) - Jamie Muhoberac – keyboard (8) - Josh Lopez – gitarr (11) - Dave Palmer – keyboard, piano (11, 12) |

## Listplaceringar
| Lista (2013)                        | Högsta position |
| ----------------------------------- | --------------- |
| Australien (ARIA Charts)            | 14              |
| Belgien (Ultratop Flandern)         | 97              |
| Finland (Finlands officiella lista) | 30              |
| Irland (IRMA)                       | 24              |
| Nederländerna (Megacharts)          | 94              |
| Nya Zeeland (RIANZ)                 | 27              |
| Kanada (Canadian Albums Chart)      | 2               |
| Storbritannien (UK Albums Chart)    | 38              |
| Tyskland (Offizielle Top 100)       | 70              |
| USA Billboard 200                   | 3               |
| USA Top Rock Albums (Billboard)     | 1               |
| Österrike (Ö3 Austria Top 40)       | 57              |

## Certifikat
| Land                  | Certifikat | Sålda ex. |
| --------------------- | ---------- | --------- |
| Kanada (Music Canada) | Guld       | 40 000    |